# Juan Valera Espín

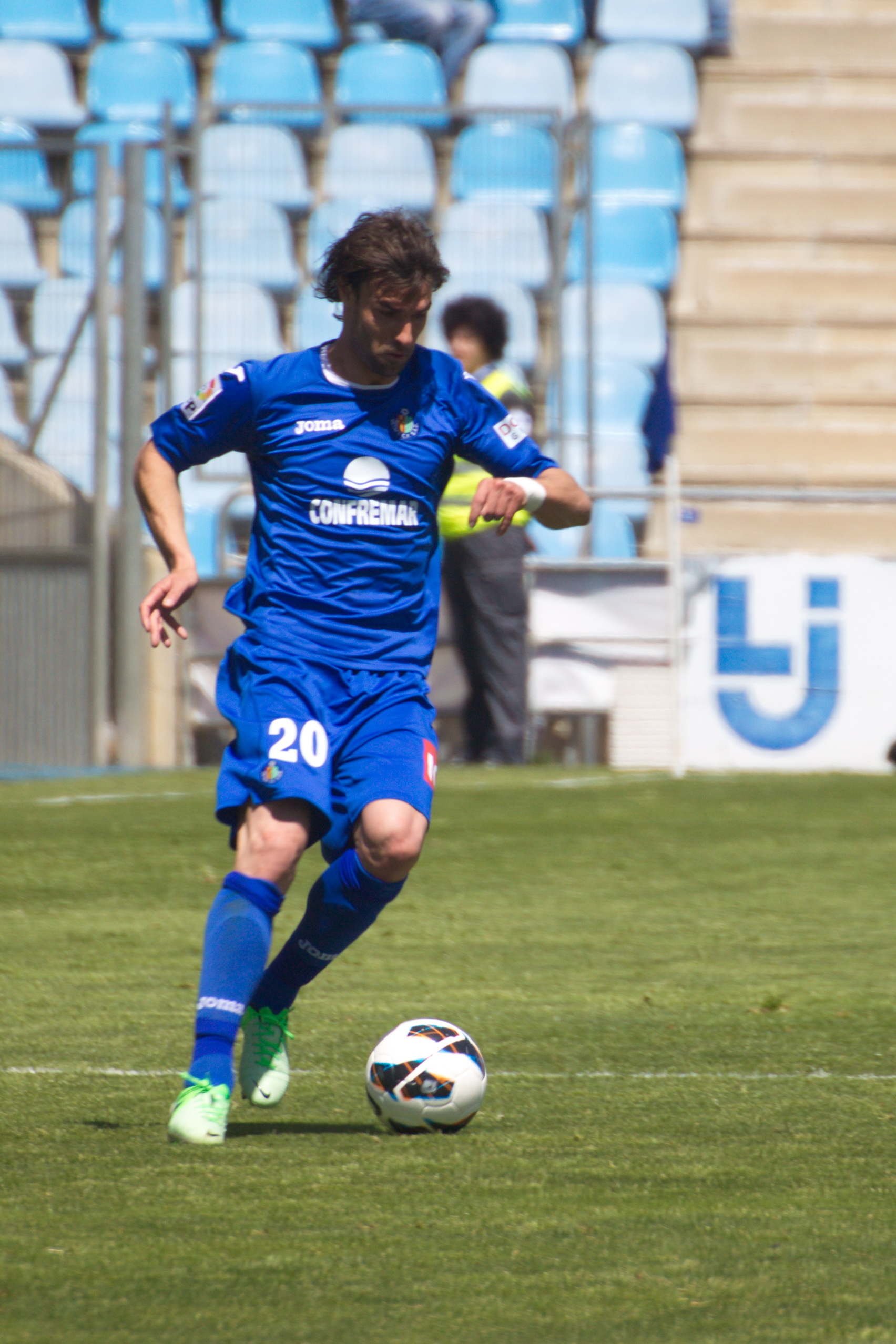
Juan Valera Espín

Juan Valera Espín (* 21. Dezember 1984 in Bullas) ist ein ehemaliger spanischer Fußballspieler, der auf der rechten Verteidigerposition beheimatet ist, aber dennoch auch als Innenverteidiger oder als linker Verteidiger spielen kann. Zuletzt spielte er beim spanischen Erstligisten FC Getafe.
Er wurde in der Jugend von Real Murcia ausgebildet. Danach wechselte er ablösefrei zu Atlético Madrid, von wo er wegen der starken Konkurrenz zu Racing Santander transferiert wurde. Aber dort avancierte er zu einem Stammspieler und machte die spanische Liga auf sich aufmerksam. Als Abwehrspieler erzielte er in 78 Ligaspielen 18 Tore und der FC Getafe holte ihn für knapp 6 Millionen Euro.